# Eublemma loxotoma
Eublemma loxotoma là một loài bướm đêm trong họ Erebidae.